# Lernkrimi
Der Name Lernkrimi wurde 2002 erstmals vom Circon Verlag verwendet, um eine neue Reihe von englischsprachigen Lektüren mit einem völlig neuen Konzept zum Erlernen von Fremdsprachen auf dem Buchmarkt zu platzieren. Die Compact Lernkrimis sind didaktisch aufbereitete Fremdsprachen-Lektüren mit textbezogenen Übungen zum Training des Wortschatzes, der Grammatik und Konversation. 

## Bücher
Die ersten vier Titel der Compact Lernkrimi Reihe, die im Herbst 2002 veröffentlicht wurden, waren: 
- Die Jagd nach dem Vampir (Englisch, Schwerpunkt: Wortschatz, Niveaustufe: B1), ISBN 978-3-8174-7305-2
- Das geheimnisvolle Gemälde (Englisch, Schwerpunkt: Wortschatz, Niveaustufe: B1), ISBN 978-3-8174-7306-9
- Das Rätsel der Mumie (Englisch, Schwerpunkt: Grammatik, Niveaustufe: B1), ISBN 978-3-8174-7304-5
- Die Spur des Höllenhundes (Englisch, Schwerpunkt: Konversation, Niveaustufe: B1), ISBN 978-3-8174-7307-6

In Zusammenarbeit mit Christiane Neveling, Professorin für Didaktik der romanischen Sprachen an der Universität Leipzig, die das didaktische Konzept der Compact Lernkrimis für Fremdsprachen unterstützt, wurden inzwischen beim Compact Verlag über 100 Lernkrimis in den Sprachen Deutsch als Fremdsprache, Englisch, Französisch, Italienisch und Spanisch veröffentlicht. Alle Titel verweisen auf dem Cover auf die Niveaustufe. Die Einstufung erfolgt nach dem Gemeinsamen Europäischen Referenzrahmen für Sprachen. Mit den Titeln „Schrecken Hoch Drei“, „Der geheimnisvolle Code“ und „Panik im Labor“ der Reihe Schüler-Lernkrimis wurde das Konzept auch auf den Fachbereich Naturwissenschaften ausgeweitet. 
Das erfolgreiche Konzept zum Erlernen von Fremdsprachen wurde von anderen Verlagen kopiert und auch auf den Bereich Kinderbuch übertragen.

## Alle Compact Lernkrimi Reihen im Überblick
- Lernkrimi Classic
- Lernkrimi Kurzkrimis
- Lernkrimi Sammelband
- Lernkrimi Hörbuch
- Lernkrimi Rätselblock
- Lernkrimi Sprachkurs
- Schüler-Lernkrimis

Nach Angaben des Verlages wurden inzwischen über 1,7 Millionen Exemplare der Compact Lernkrimis verkauft.